# Said ibn al Musayab
Said ibn al Musayab (637-715) fue una reputada autoridad en hadiz y ley e interpretación coránica (tafsir) entre los tabain (generación que viene inmediatamente después de la generación de los compañeros de Mahoma y que sucedió a la Sahaba). 

## Biografía
Nació en 637, durante el califato de Umar ibn al-Khattab. Vivió en Medina. 
- Datos: Q4115160